# Centre Videotron
Centre Vidéotron é uma arena multi-uso situada na cidade de Quebec, na província canadense de mesmo nome.